# Richie Anderson
(en) Statistiques sur pro-football-reference
Richard Darnoll Anderson (né le 13 septembre 1971 à Olney) est un joueur et entraîneur américain de football américain évoluant au poste de fullback.

## Enfance
Anderson étudie à la Sherwood High School de Sandy Spring dans le Maryland.

## Carrière

### Université
Il entre à l'université d'État de Pennsylvanie et intègre l'équipe de football américain des Nittany Lions. Durant son passage à l'université, il parcourt 1756 yards à la course, 353 yards à la passe et inscrit trente-et-un touchdowns.

### Professionnel
Richie Anderson est sélectionné au sixième tour du draft de la NFL de 1993 par les Jets de New York au 144e choix. Il fait trois années comme remplaçant, entrant en cours de match, avant de devenir titulaire en 1996. Cependant, il retourne vite dans les arcanes du roster et fait deux nouvelles années comme remplaçant. Il revient finalement au poste de fullback titulaire en 1999. Il parvient à décrocher une sélection au Pro Bowl lors de la saison 2000, en se distinguant notamment dans les réceptions, recevant quatre-vingt-huit passes en une saison, pour 853 yards et deux touchdowns.
Anderson fait ensuite des saisons 2001 et 2002 complète, jouant tous les matchs de ces saisons comme titulaire. Résilié à la fin de la saison 2002, il signe avec les Cowboys de Dallas en 2003 où il continue à être titulaire. Néanmoins, en 2004, il doit laisser sa place de titulaire à Darian Barnes et se contente d'un poste de titulaire occasionnel. Le 27 septembre 2004, face aux Redskins de Washington, il fait une passe à Terry Glenn qui inscrit un touchdown, permettant à Anderson d'effectuer sa seule passe pour touchdown de sa carrière.
Le 29 avril 2005, Dallas décide de résilier Anderson du fait d'une hernie discale. Après avoir passé une saison sans équipe, Anderson décide de mettre un terme à sa carrière et termine sa carrière de joueur avec les Jets de New York, signant un contrat d'une durée d'un jour avec les Jets.

### Entraîneur
Peu de temps après sa retraite, Anderson se réinsère comme entraîneur. Il devient d'abord entraîneur des wide receivers et des tight ends. En 2007, il est appelé par le nouvel entraîneur des Cardinals de l'Arizona, Ken Whisenhunt, a devenir le nouvel entraîneur des wide receiver. Néanmoins, peu de temps après, il est arrêté, dans le cadre d'une opération anti-prostitution, pour racolage. Quatre jours après son arrestation, il est viré par les Cardinals de l'Arizona. Anderson devra attendre 2009 avant de retrouver du travail, comme entraîneur des wide receiver, chez les Chiefs de Kansas City.